# Luigi I di Löwenstein
Luigi I di Löwenstein (Heidelberg, 29 settembre 1463 – assassinato a Löwenstein, 28 marzo 1523) è stato il fondatore della casata di Löwenstein-Wertheim.

## Biografia
Luigi era figlio del Principe Elettore Federico I del Palatinato e della moglie, Klara Tott (detta anche Klara Dett). Luigi aveva anche un fratello maggiore, Federico (1461-1474), oltre a Filippo, avuto dal padre con la prima moglie ed erede del Palatinato.
Grazie ad una personale vicinanza col fratellastro, alla morte del padre riuscì ad ottenere il dominio della Signoria di Scharffeneck e nel 1488 anche quella di Löwenstein. Nel 1490 ricevette anche il governo di Abstatt e il 24 febbraio 1494 l'Imperatore Massimiliano I d'Asburgo lo elevò alla carica di Conte del Sacro Romano Impero.
Nel 1488 Luigi sposò in prime nozze Elisabetta di Montfort († 1503) ed alla morte di questa, nel 1509 si risposò con Sophia Böcklin († 1510). Dal primo matrimonio nacquero dodici figli, due dei quali furono suoi successori: Luigi (1498-1536) e Federico I. (1502-1541).

## Ascendenza
|                                                  |   |                                    | Genitori                            |  |  | Nonni |  |  | Bisnonni                                                   |  |  | Trisnonni                                      |  |
|                                                  |   |                                    |                                     |  |  |       |  |  | Roberto, re dei Romani, elettore e conte palatino del Reno |  |  | Roberto II, elettore e conte palatino del Reno |  |
|                                                  |   |                                    |                                     |  |  |       |  |  | Roberto, re dei Romani, elettore e conte palatino del Reno |  |  | Roberto II, elettore e conte palatino del Reno |  |
|                                                  |   | Beatrice di Sicilia                |                                     |  |  |       |  |  | Roberto, re dei Romani, elettore e conte palatino del Reno |  |  |                                                |  |
| Ludovico III, elettore e conte palatino del Reno |   |                                    |                                     |  |  |       |  |  | Roberto, re dei Romani, elettore e conte palatino del Reno |  |  |                                                |  |
|                                                  |   | Elisabetta di Norimberga           | Federico V, burgravio di Norimberga |  |  |       |  |  |                                                            |  |  |                                                |  |
|                                                  |   | Elisabetta di Norimberga           | Federico V, burgravio di Norimberga |  |  |       |  |  |                                                            |  |  |                                                |  |
|                                                  |   | Elisabetta di Norimberga           | Elisabetta di Meißen                |  |  |       |  |  |                                                            |  |  |                                                |  |
| Federico I, elettore e conte palatino del Reno   |   | Elisabetta di Norimberga           |                                     |  |  |       |  |  |                                                            |  |  |                                                |  |
|                                                  |   | Amedeo di Savoia, principe d'Acaia | Giacomo di Savoia, principe d'Acaia |  |  |       |  |  |                                                            |  |  |                                                |  |
|                                                  |   | Amedeo di Savoia, principe d'Acaia | Giacomo di Savoia, principe d'Acaia |  |  |       |  |  |                                                            |  |  |                                                |  |
|                                                  |   | Amedeo di Savoia, principe d'Acaia | Margherita di Beaujeu               |  |  |       |  |  |                                                            |  |  |                                                |  |
| Matilde di Savoia-Acaia                          |   | Amedeo di Savoia, principe d'Acaia |                                     |  |  |       |  |  |                                                            |  |  |                                                |  |
|                                                  |   | Caterina di Ginevra                | Amedeo III, conte di Ginevra        |  |  |       |  |  |                                                            |  |  |                                                |  |
|                                                  |   | Caterina di Ginevra                | Amedeo III, conte di Ginevra        |  |  |       |  |  |                                                            |  |  |                                                |  |
|                                                  |   | Caterina di Ginevra                | Matilde d'Alvernia                  |  |  |       |  |  |                                                            |  |  |                                                |  |
| Luigi I, conte di Löwenstein                     |   | Caterina di Ginevra                |                                     |  |  |       |  |  |                                                            |  |  |                                                |  |
|                                                  | … | …                                  |                                     |  |  |       |  |  |                                                            |  |  |                                                |  |
|                                                  | … | …                                  |                                     |  |  |       |  |  |                                                            |  |  |                                                |  |
|                                                  | … | …                                  |                                     |  |  |       |  |  |                                                            |  |  |                                                |  |
| Gerhard Tott                                     | … |                                    |                                     |  |  |       |  |  |                                                            |  |  |                                                |  |
|                                                  |   | …                                  | …                                   |  |  |       |  |  |                                                            |  |  |                                                |  |
|                                                  |   | …                                  | …                                   |  |  |       |  |  |                                                            |  |  |                                                |  |
|                                                  |   | …                                  | …                                   |  |  |       |  |  |                                                            |  |  |                                                |  |
| Clara Tott                                       |   | …                                  |                                     |  |  |       |  |  |                                                            |  |  |                                                |  |
|                                                  |   | …                                  | …                                   |  |  |       |  |  |                                                            |  |  |                                                |  |
|                                                  |   | …                                  | …                                   |  |  |       |  |  |                                                            |  |  |                                                |  |
|                                                  |   | …                                  | …                                   |  |  |       |  |  |                                                            |  |  |                                                |  |
| …                                                |   | …                                  |                                     |  |  |       |  |  |                                                            |  |  |                                                |  |
|                                                  |   | …                                  | …                                   |  |  |       |  |  |                                                            |  |  |                                                |  |
|                                                  |   | …                                  | …                                   |  |  |       |  |  |                                                            |  |  |                                                |  |
|                                                  |   | …                                  | …                                   |  |  |       |  |  |                                                            |  |  |                                                |  |
|                                                  |   | …                                  |                                     |  |  |       |  |  |                                                            |  |  |                                                |  |